# Safia sublimis
Safia sublimis là một loài bướm đêm trong họ Noctuidae.